# Sophie Drinker
Sophie Drinker (Haverford, Pennsilvània, 24 d'agost de 1888 - Chestnut Hill, Pennsilvània, 6 de setembre de 1967), nascuda Sophie Hutchinson, fou una escriptora, historiadora i musicòloga que estudià la història de les dones en la música.

## Biografia
Sophie Hutchinson (Drinker era el cognom del seu marit) va néixer el 24 d'agost de 1888 a Haverford, població propera a Filadèlfia (Pennsilvània), la primera dels quatre fills que van tenir Sidney Pemberton Hutchinson i Amy Lewis Hutchinson. Tot i que Sophie Drinker és considerada una erudita en el camp de la musicologia, no formava part de cap elit intel·lectual. La seva vida va ser la típica d'una dona de la classe alta de la seva generació. Va assistir a una escola privada i tot i que havia estat acceptada a Bryn Mawr College, no hi va anar i més tard ho va lamentar, segons va escriure en les seves memòries. El 16 de maig de 1911 es va casar amb Henry Sandwith Drinker (1880-1965), un apassionat de la música, passió que ella va compartir. La seva era una família benestant i a casa seva organitzaven un cop al mes activitats musicals a les quals convidaven especialment músics no professionals.
Dues dècades d'investigació en camps tan variats com la història clàssica, l'antropologia, l'arqueologia, la mitologia, el folklore i la història de la música va donar lloc a la publicació de 1948 Music and Women: The Story of Women in Their Relation to Music (Música i dones. La història de les dones i la seva relació amb la música), el primer llibre d'aquest tipus i del qual fins al 1999 se n'havien fet trenta-dues edicions. Abans de 1948 havia publicat només alguns articles per a la revista Music Clubs Magazine. Després de l'èxit del llibre, publicat quan ja tenia seixanta anys, va escriure altres obres, entre les quals Brahms and His Women's Choruses (Brahms i els seus corus de dones,1952), articles de revistes i una memòria inèdita. Per escriure el llibre sobre els corus de dones de Brahms va viatjar a Europa. Va visitar la Gesellschaft der Musikfreunde (Societat d'Amics de la Música) de Viena i es va posar en contacte amb familiars de dones que havien cantat en el cor femení de Brahms a Hamburg. Els últims anys de la seva vida va escriure alguns articles de caràcter feminista. El seu últim projecte era una història de les lleis colonials relacionades amb les dones.
Sophie Drinker va morir 6 de setembre de 1967 i està enterrada al cementiri West Laurel Hill de Bala Cynwyd, al comtat de Montgomery (Pennsylvania). En els arxius de la Biblioteca Schlesinger de l'Institut Radcliffe es conserva la correspondència i altres documents de Sophie Drinker com ara notes i articles usats en la seva recerca.

## Reconeixements
A Bremen, el 2001 va fundar-se l'Institut Sophie Drinker, especialitzat en recerca musicològica sobre dones i gènere.